# 조던밸리 (홍콩)

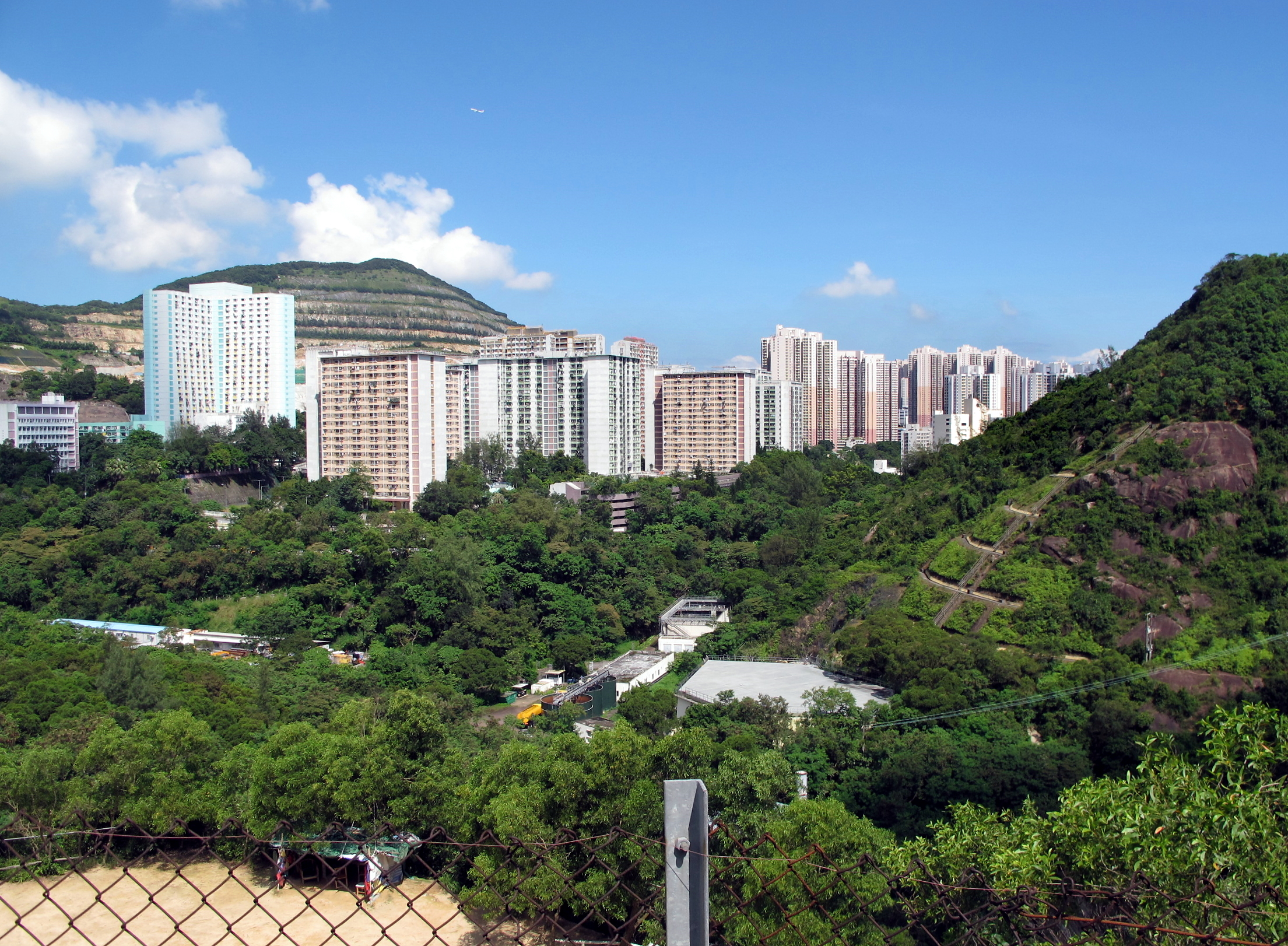
2013년의 모습

조던밸리(중국어: 佐敦谷, 영어: Jordan Valley)는 홍콩 군통구 북서부 응아우타우곡 북쪽에 위치한 동네이다. 아파트 단지인 아모이 가든 (Amoy Gardens, 淘大花園)이 이곳에 위치해 있다.

## 지리
조던밸리는 그 이름처럼 계곡 지형으로 된 동네로서 북부와 남부로 나뉜다. 조던밸리 북부에는 현재 순리 공공주택단지 (Shun Lee Public Housing Area)가 페이응오산 (飛鵝山, Kowloon Peak - 가우룽 피크) 옆에 조성되어 있으며, 남부는 동부의 생태휴양지와 서부의 주택단지로 나뉜다.
남부에는 채석장이 있었으며 똑같이 주택단지 개발에 들어간 상태이다.

## 역사
조던 밸리는 페스트 퇴치 노력에 기여한 영국계 인도인 의사 그레고리 폴 조던 (Gregory Paul Jordan)의 이름을 따서 명명되었다. :32
원래는 저수지가 있던 지역으로 1950년대에 댐을 세워 완공되었으며 응아우타우곡 지역 주민들에게 생활용수를 공급하는 목적으로 활용되었다. 채석장은 포대가 있던 자리였으나 이후 도시개발로 철거되었다.

## 같이 보기
- 홍콩의 지역 목록